# Hammerkopf (Flughund)
Der Hammerkopf (Hypsignathus monstrosus) ist eine Säugetierart aus der Familie der Flughunde (Pteropodidae). Er hat seinen Namen von dem voluminösen Schädel der männlichen Tiere.

## Beschreibung
Mit einer Kopfrumpflänge von 20 bis 30 Zentimetern, einer Flügelspannweite von bis zu 90 Zentimetern und einem Gewicht von bis zu 420 Gramm sind sie die größten Fledertiere des afrikanischen Kontinents. Gleichzeitig weisen sie den größten Geschlechtsdimorphismus aller Fledertiere auf: Männchen werden rund doppelt so schwer wie Weibchen und unterscheiden sich auch im Schädelbau: Die Schnauze ist massiv und quaderförmig und wirkt vorne abgeschnitten; der Mund ist von großen, hängenden Lippen umgeben. Darüber hinaus haben Männchen einen stark vergrößerten Kehlkopf und zwei Luftsäcke, die in den Rachenraum münden. Mit diesen Organen können sie laute Geräusche von sich geben. Weibchen hingegen haben die typische „hundeähnliche“ Schnauze der Flughunde. Das Fell der Hammerköpfe ist graubraun gefärbt, vor den Ohren befinden sich weiße Haarbüschel.

## Lebensweise
Hammerköpfe leben im zentralen Afrika, ihr Verbreitungsgebiet reicht von Sierra Leone und Kenia bis Angola und Sambia. Sie bewohnen tiefergelegene Wälder in Flussnähe, Sümpfe und Mangrovengebiete. Sie sind nachtaktiv und ruhen tagsüber in kleinen Gruppen von vier bis fünf (manchmal bis zu 25) Tieren meist in Bäumen.

## Nahrung
Die Nahrung der Hammerköpfe besteht in erster Linie aus Früchten, vorwiegend Feigen, aber auch Mangos, Bananen und Guaven. Sie nehmen in erster Linie die Säfte der Früchte zu sich. Männchen legen in einer Nacht oft bis zu 10 Kilometer auf der Suche nach Nahrung zurück und sind wählerischer als Weibchen, die sich auch mit minderwertigerer Nahrung begnügen.

## Fortpflanzung
Zweimal im Jahr, von Juni bis August und von Dezember bis Februar, versammeln sich oft über 100 Männchen im Geäst. Sie positionieren sich im Abstand von rund 10 Metern und beginnen mit den gewaltigen Stimmorganen Schreie von sich zu geben, gleichzeitig schwingen sie ihre Flügel. Die Weibchen verfolgen die Darbietung, erwählen dann ein Männchen, setzen sich dazu und paaren sich mit ihm. Lediglich 6 % aller Männchen sorgen für 89 % aller Paarungen. Über Tragzeit oder Säugedauer ist nichts bekannt. Junge Männchen beginnen mit rund einem Jahr die typischen Vergrößerungen im Schädel zu entwickeln und sind mit rund 18 Monaten geschlechtsreif, Weibchen hingegen schon mit sechs Monaten.

## Bedrohung
Obwohl Hammerköpfe manchmal wegen ihres Fleisches gejagt werden sowie durch den Verlust vor allem von Galeriewäldern Lebensraum verlieren, sind sie weitverbreitet und werden seitens der IUCN als nicht gefährdet eingeschätzt.